# Charles Dupuy

Charles Dupuy

Charles-Alexandre Dupuy (* 5. November 1851 in Le Puy-en-Velay, Département Haute-Loire; † 23. Juli 1923 in Ille-sur-Têt, Département Pyrénées-Orientales) war ein französischer Politiker der Dritten Republik. Der gemäßigte Republikaner war zwischen 1893 und 1899 mehrmals kurzzeitig Ministerpräsident Frankreichs.

## Leben
Charles Dupuy bestand 1879 die Agrégation (Lehrbefugnis für höhere Schulen) in Philosophie und arbeitete zunächst als Lehrer am Lycée in Saint-Étienne. Dann wurde er Inspektor der regionalen Schulbehörde (Académie) in Ajaccio auf Korsika. Dort lernte er Antoinette Laborde kennen, die er 1888 heiratete. Von 1885 bis 1900 war er Deputierter des Départements Haute-Loire. Der gemäßigte Republikaner gehörte der Fraktion Union républicaine bzw. ab 1898  den Républicains progressistes an, der konservativsten unter den republikanischen Fraktionen dieser Zeit.
Im Kabinett seines Premier-Vorgängers Alexandre Ribot war Dupuy vom 6. Dezember 1892 bis 20. April 1893 Bildungsminister. Danach war er vom 24. April 1893 bis 25. November 1893 erstmals selbst Premierminister der Dritten Französischen Republik und fast gleichzeitig Innenminister (4. April 1893 bis 3. Dezember 1893). Nach seiner ersten Amtszeit als Premierminister wurde Dupuy dann vom 5. Dezember 1893 bis zum 2. Juni 1894 Präsident der Abgeordnetenkammer, der Chambre des députés, wo er Mitte Dezember 1893 nur knapp einem Bombenanschlag durch den Anarchisten Auguste Vaillant entging und die Fortführung der Sitzung lässig mit „Die Debatte wird fortgesetzt, meine Herren“ einläutete.
Ein zweites Mal wurde Dupuy dann vom 30. Mai 1894 bis 25. Juni 1894; ein drittes Mal vom 2. Juli 1894 bis 14. Januar 1895 Premier- und Innenminister von Frankreich (30. Mai 1894 bis 26. Januar 1895). In dieser Zeit begann die Dreyfus-Affäre. Dupuy ließ Dreyfus verhaften und verzögerte mit legislativen Maßnahmen eine Revision des Falles. Er verurteilte als Initiator einer parlamentarischen Interpellation der Abgeordnetenkammer im Dezember 1898 mit deutlichen Worten die antisemitischen Unruhen unter Algerienfranzosen in der nordafrikanischen Kolonie. Die Interpellation wurde mit 406 gegen 10 Stimmen angenommen.
Eine vierte und fünfte Amtszeit als Premierminister hatte Charles-Alexandre Dupuy vom 31. Oktober 1898 bis 12. Juni 1899, wobei er gleichzeitig wieder das Amt des Innenministers (1. November 1898 bis 22. Juni 1899) bekleidete. Danach war Dupuy bis zu seinem Tode im Jahre 1923 Senator für die Region Haute-Loire.